# Tephrosia elongata
Tephrosia elongata är en ärtväxtart som beskrevs av Ernst Meyer. Tephrosia elongata ingår i släktet Tephrosia och familjen ärtväxter. Inga underarter finns listade i Catalogue of Life.

## Bildgalleri

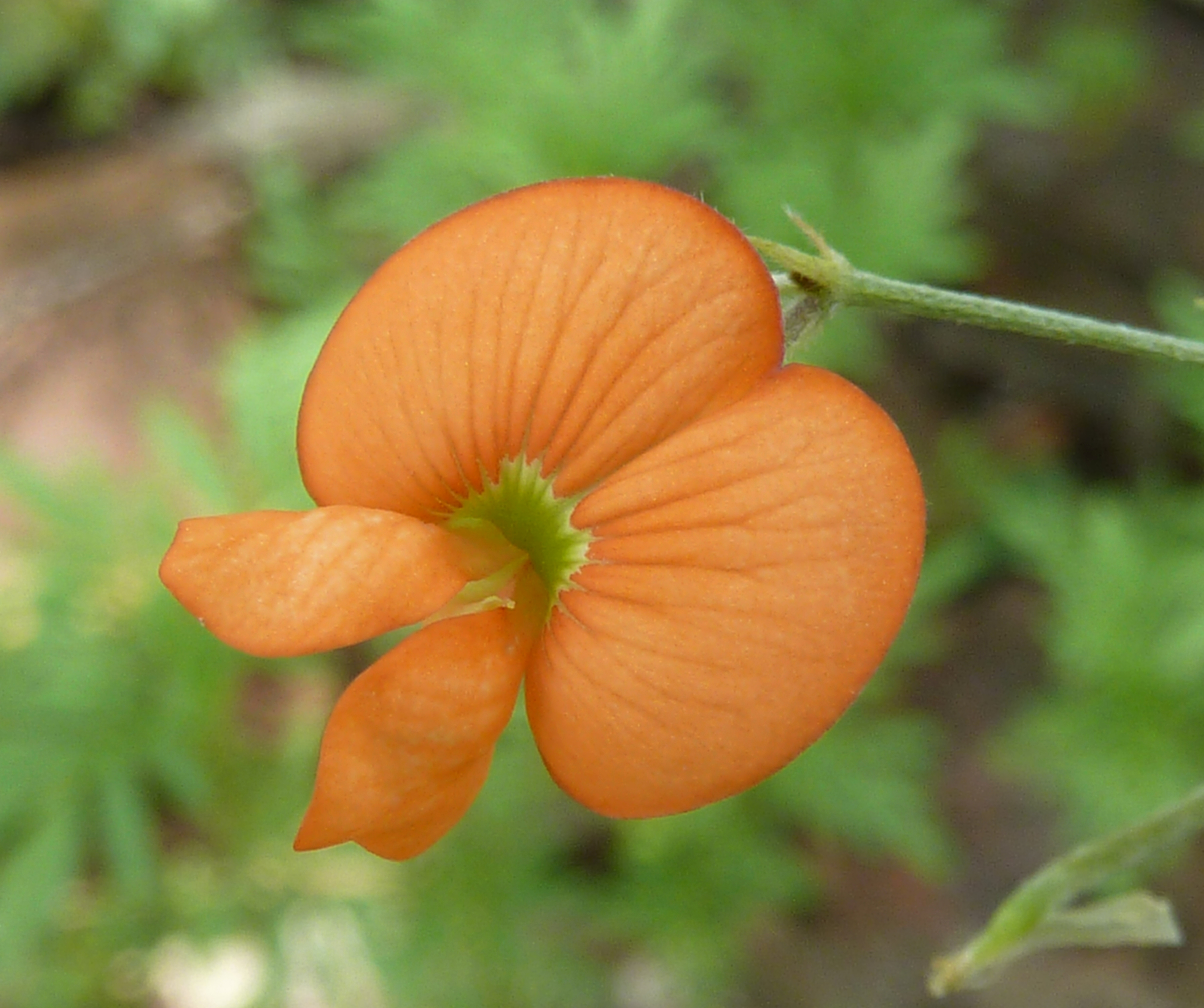
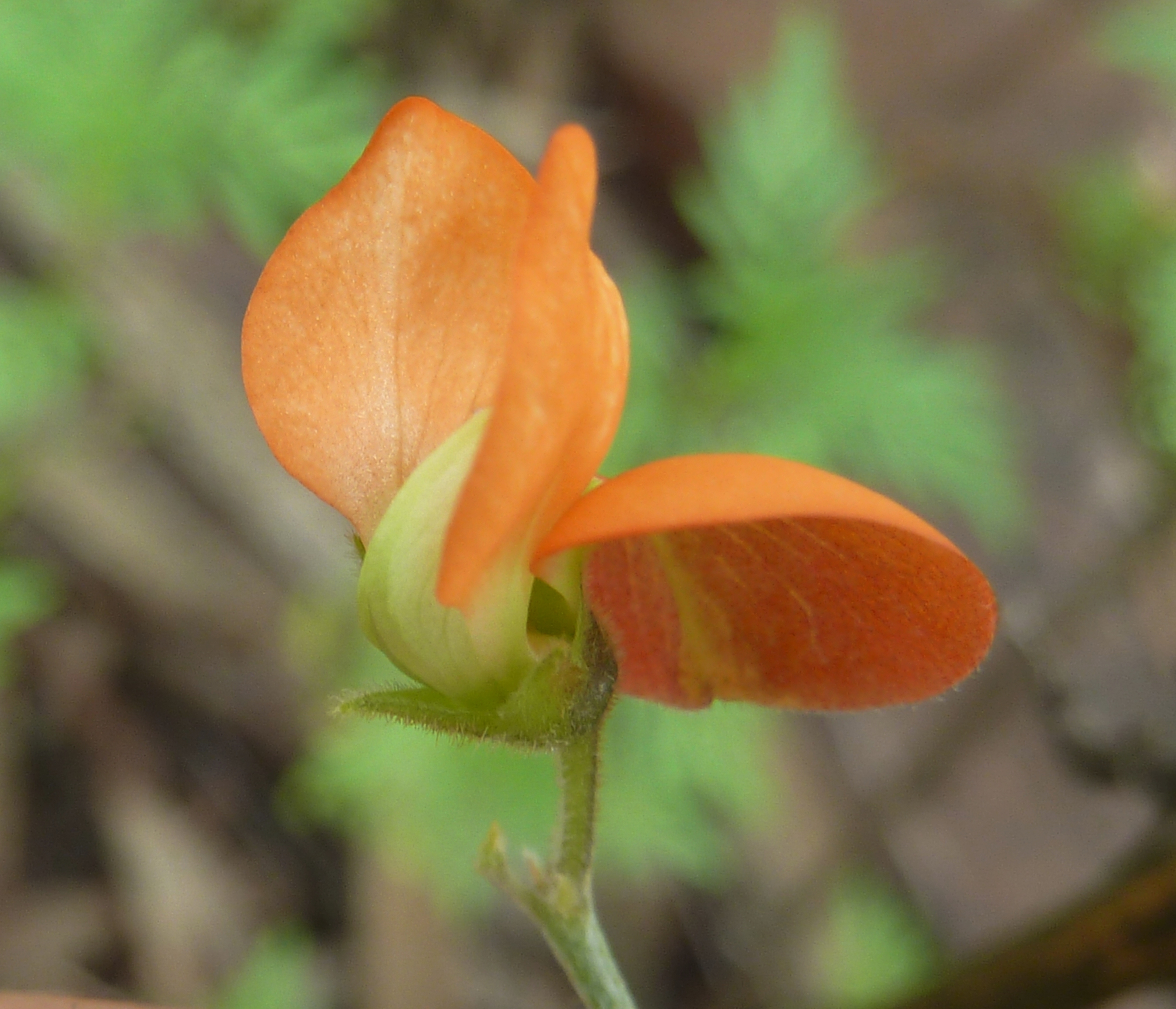
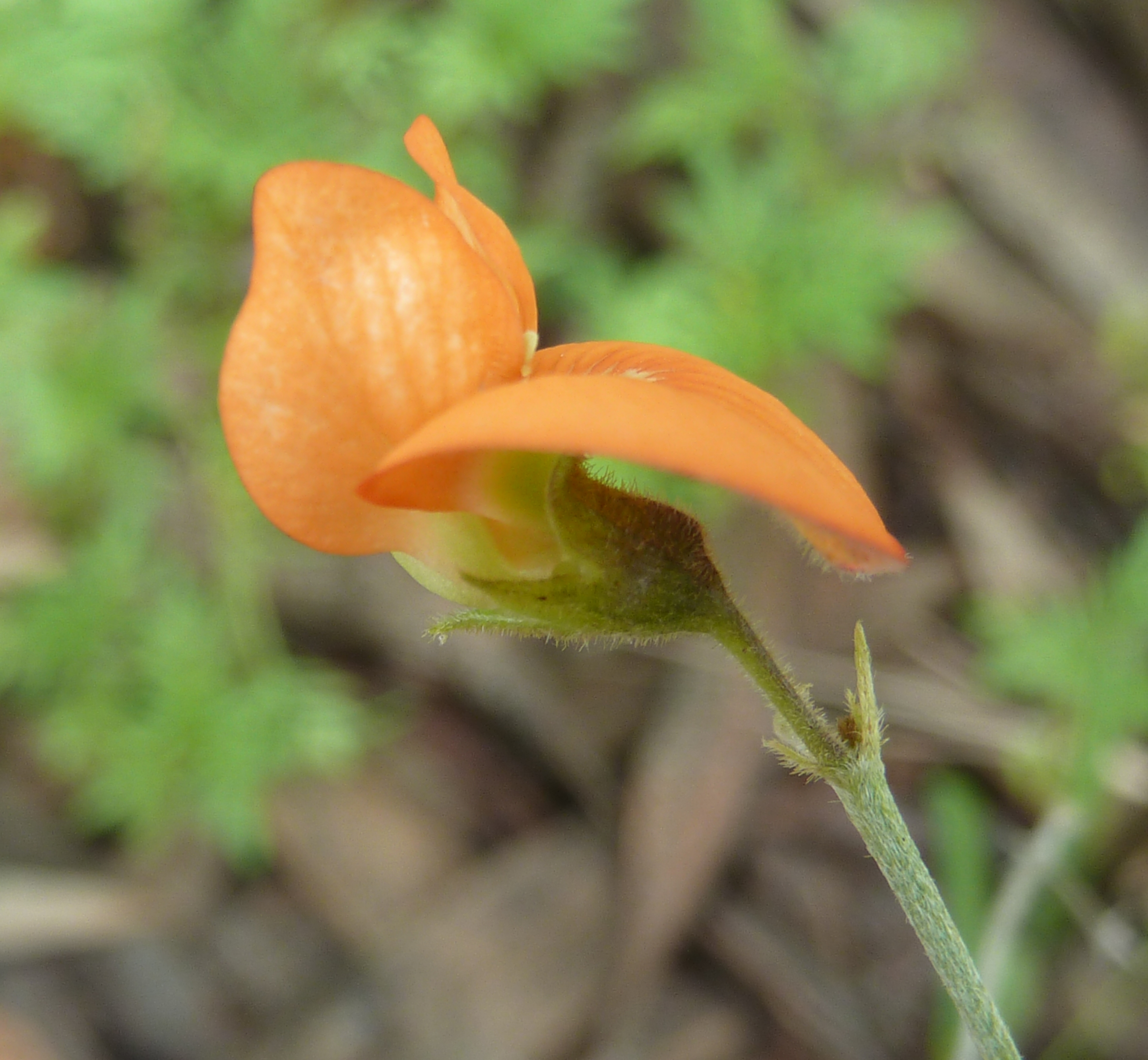